# Coattenus Lamirus
Coattenus Lamirus war ein antiker römischer Goldschmied (aurifex), der im späten 2./frühen 3. Jahrhundert in Oberitalien tätig war.
Er ist einzig durch seine Grabinschrift bekannt, die ehemals in der Kathedrale von Chioggia in Venetien in einem Altar wiederverwendet war und heute verschollen ist. Da Chioggia keine römische Vorgängersiedlung besitzt, ist vermutet worden, ob die Inschrift aus dem nicht weit entfernten Patavium (Padua) stammen könnte.